# Język południowokurdyjski
Język południowokurdyjski – język z grupy irańskiej, używany zwłaszcza w zachodnim Iranie, w prowincjach Kermanszah i Ilam, oraz w przygranicznym rejonie Iraku.
W 2000 roku miał 3 mln użytkowników w Iranie.
Wraz z kurmandżi (północnokurdyjskim) i sorani (środkowokurdyjskim) tworzy makrojęzyk kurdyjski (w terminologii Ethnologue). Języki te nie są wzajemnie zrozumiałe.
Południowokurdyjski dzieli się na szereg dialektów: kolyai, kermanshahi (kermanshani), kalhori, garrusi (bijari), sanjabi, malekshahi (maleksh ay), bayray, kordali, luri (lori).
Jest zapisywany alfabetem arabskim.